# Joukahainen

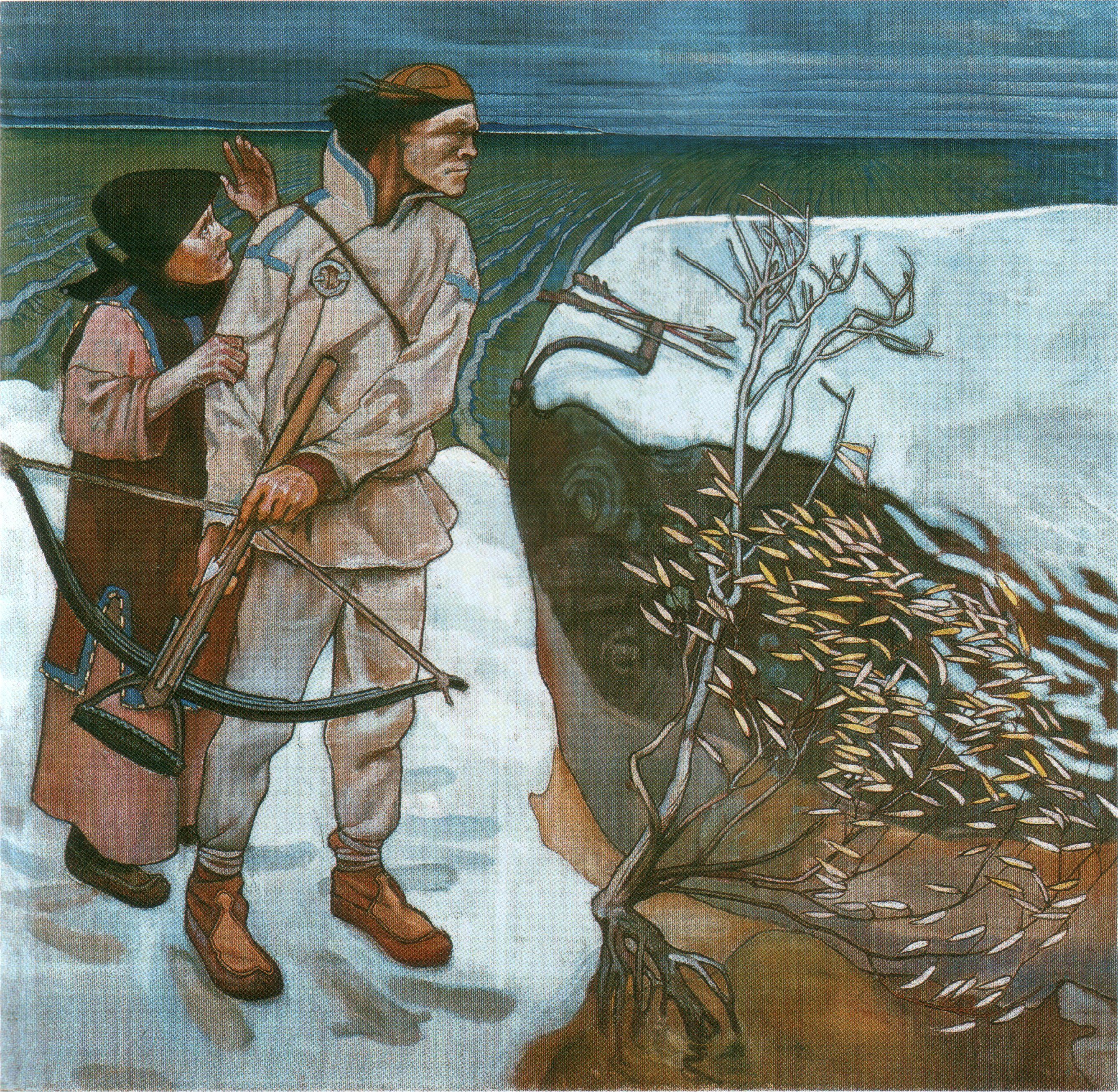
Joukahainen se prépare à tirer sur Väinämöinen, tableau d'Akseli Gallen-Kallela

Joukahainen (prononcé en finnois : /ˈjoukɑhɑinen/) est un protagoniste du Kalevala, l'épopée nationale finlandaise. Il est le rival du personnage principal, Väinämöinen. Après avoir perdu un combat de chants magiques, Joukahainen se retrouve piégé par une incantation de son rival dans des marais. Pour s'en échapper, il se résout à offrir sa sœur Aïno en mariage à Väinämöinen. Mais celle-ci préfère se noyer plutôt que l'épouser, et devient un poisson. 
Joukahainen, toujours envieux de Väinämöinen, tue d'une flèche tirée du rivage le cerf que monte Väinämöinen. Sans sa monture, celui-ci manque de se noyer dans les eaux de Pohjola, lieu maléfique où règne la sorcière Louhi.